# Berenguer de Montagut
Berenguer de Montagut (Valls, Alt Camp ?, principi del segle xiv—Valls, Alt Camp ?, principi del segle xiv) fou un mestre d'obres català conegut principalment per ser el mestre d'obra de Santa Maria del Mar.
Poc se sap de la vida de Berenguer de Montagut. El que sí que és cert és que actualment el podem relacionar amb tres esglésies dels Països Catalans de les quals sembla clar que en fou el dissenyador i mestre d'obres, com a mínim durant part de les seves respectives construccions: Santa Maria de Manresa (la Seu de Manresa), Santa Maria del Mar de Barcelona i la Seu de la ciutat de Mallorca. A vegades també se'l relaciona amb Santa Maria del Pi de Barcelona.
En paraules de Cirici Pellicer Montagut fou «un dissenyador excepcional que purificà la forma fins a extrems impensables». Podríem dir que Montagut portà a l'extrem les tendències característiques del gòtic català: les seves construccions són excepcionalment àmplies, amb una aversió a la compartimentació fins al punt que les seves esglésies, totes de tres naus, semblen voler aconseguir l'espai unitari de la nau única. És constant en ell l'austeritat extrema de les diverses estructures arquitectòniques: pilars octogonals nus sense motllures, panys de paret plans, pocs elements decoratius, etc. La separació entre pilars de les seves esglésies és de les més grans de tot el gòtic europeu.
Hi ha també en Montagut un regust per una certa escenografia calculada segons la situació de l'església respecte als voltants. Curiosament les seves tres esglésies es poden veure de lluny, a mesura que hom s'apropa a la ciutat, per mar en el cas de Barcelona i Mallorca i per terra en el cas de Manresa. Totes se'n situen en un eix més o menys perpendicular a la visual de l'hipotètic viatger. Això és molt evident a Manresa i a Mallorca, mentre que a Barcelona l'efecte gairebé ha desaparegut per l'avançament de la línia de la costa i els edificis posteriors de la Barceloneta.

Santa Maria del Mar
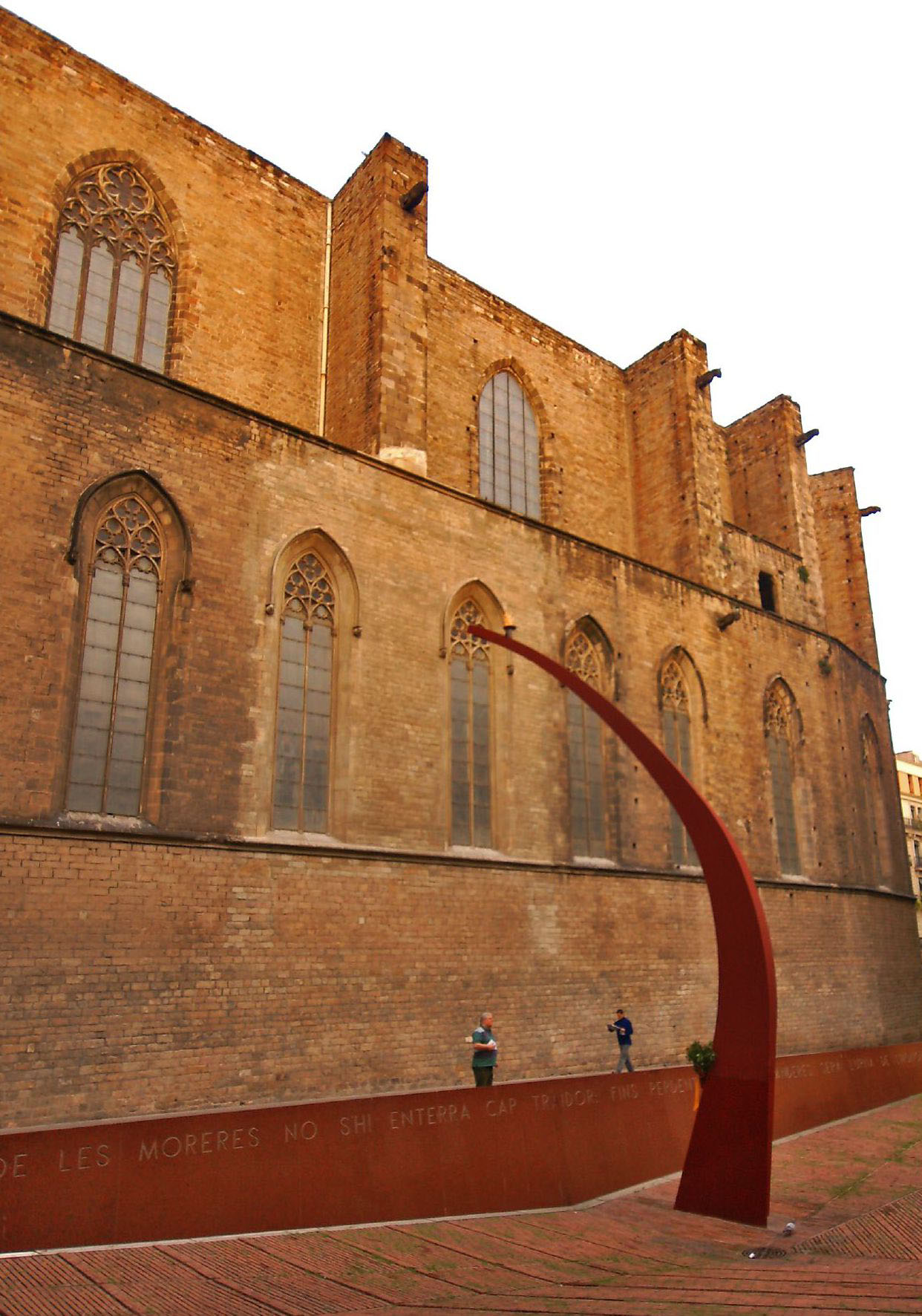
Façana lateral
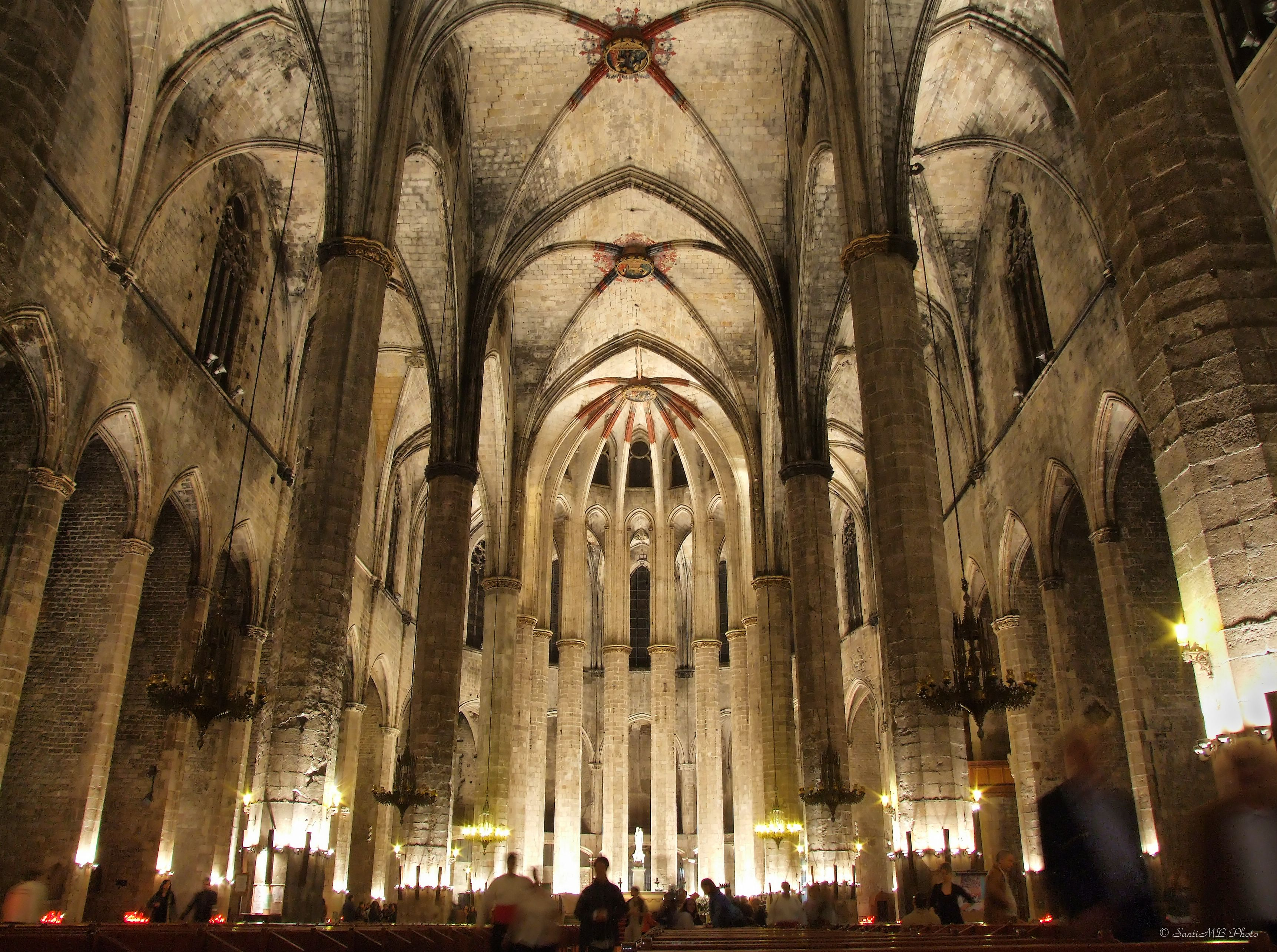
Interior
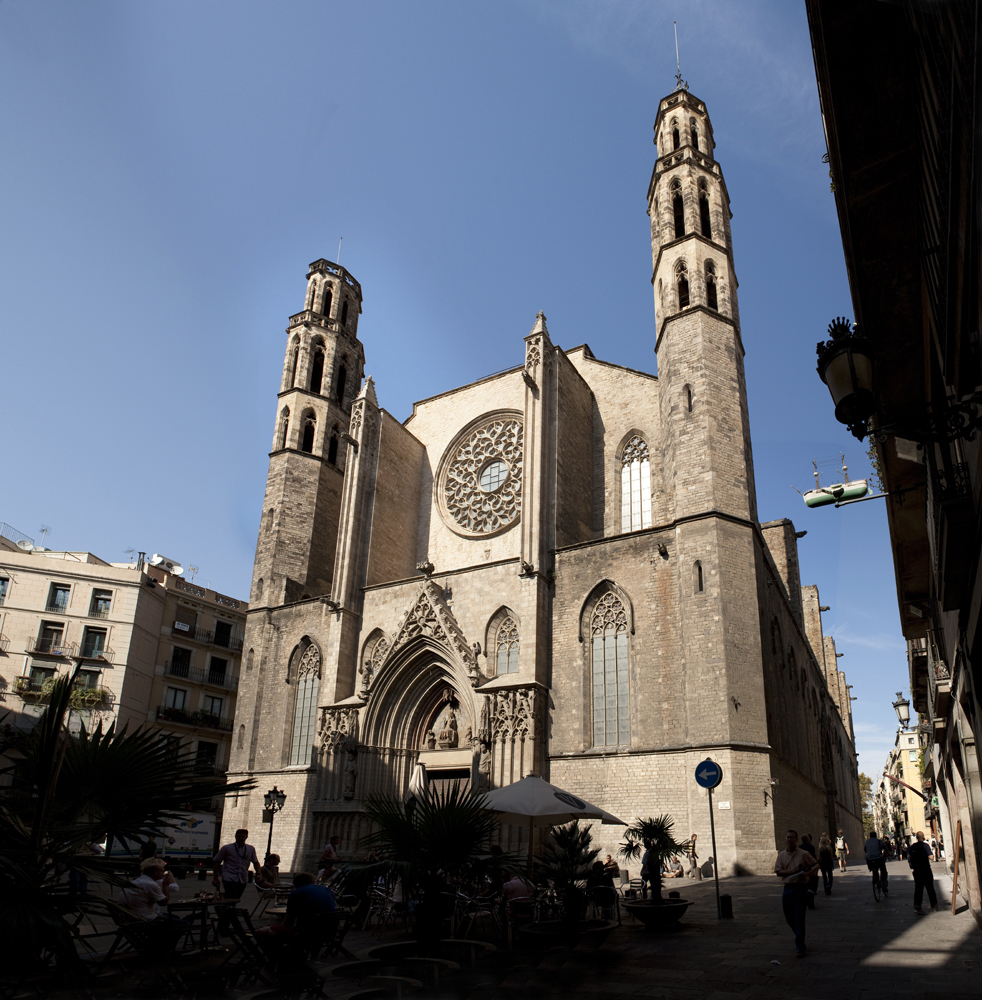
Façana principal
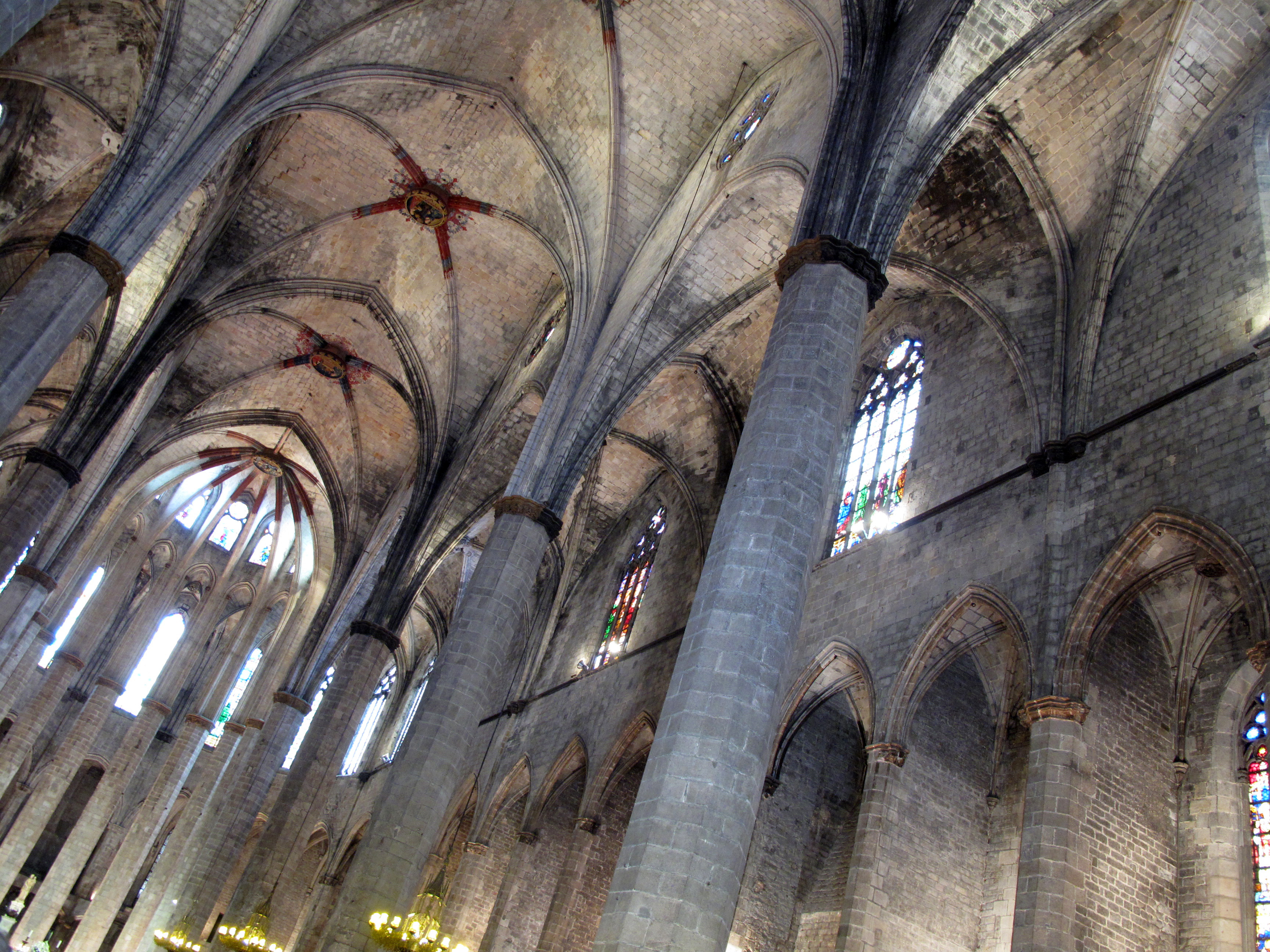
Murs laterals interiors, amb les capelles

Santa Maria de Manresa
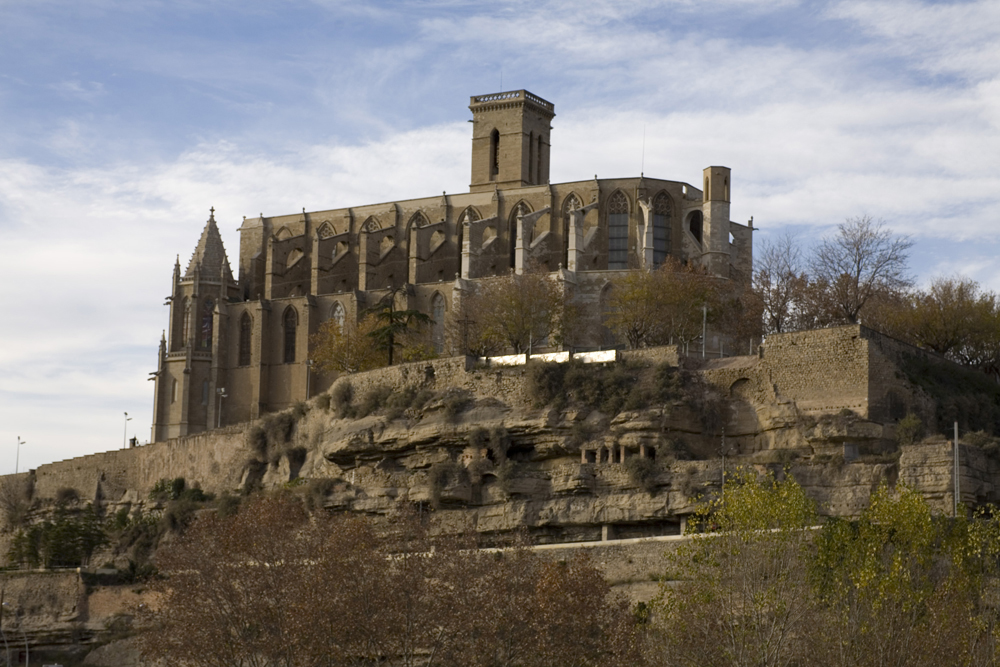
Façana lateral
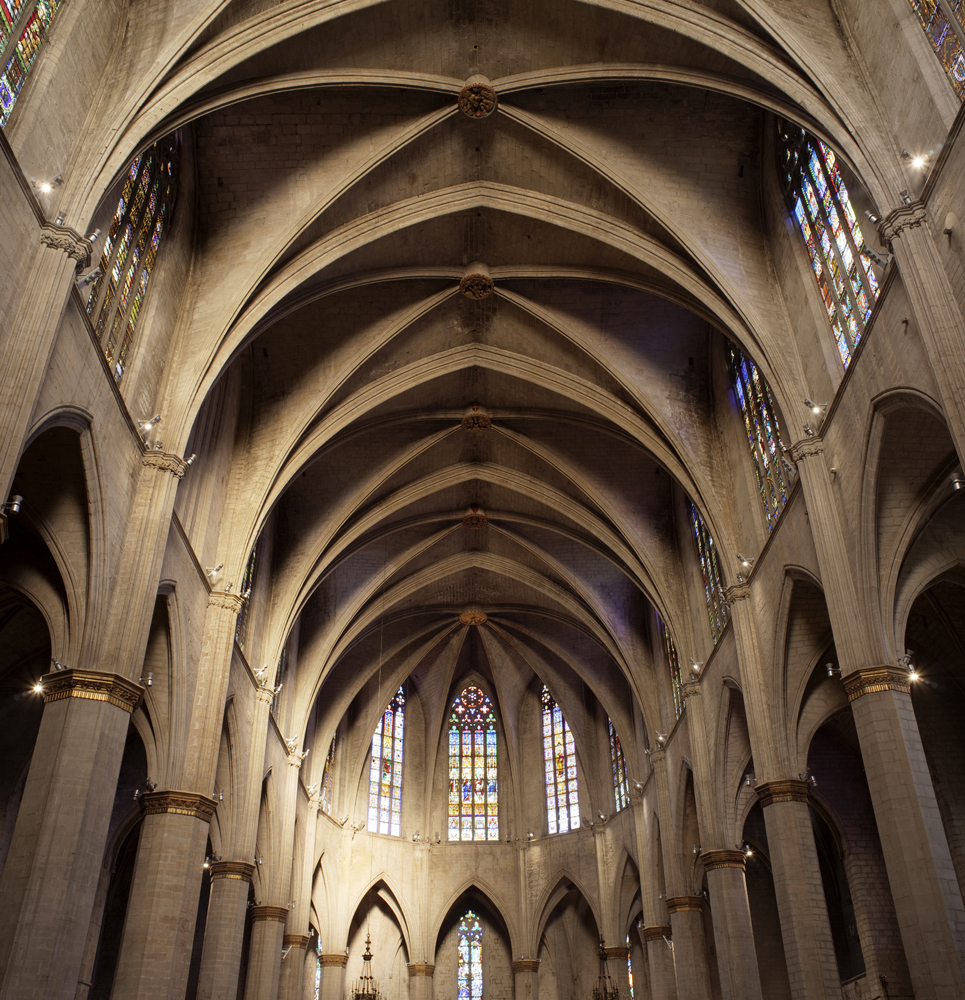
Interior
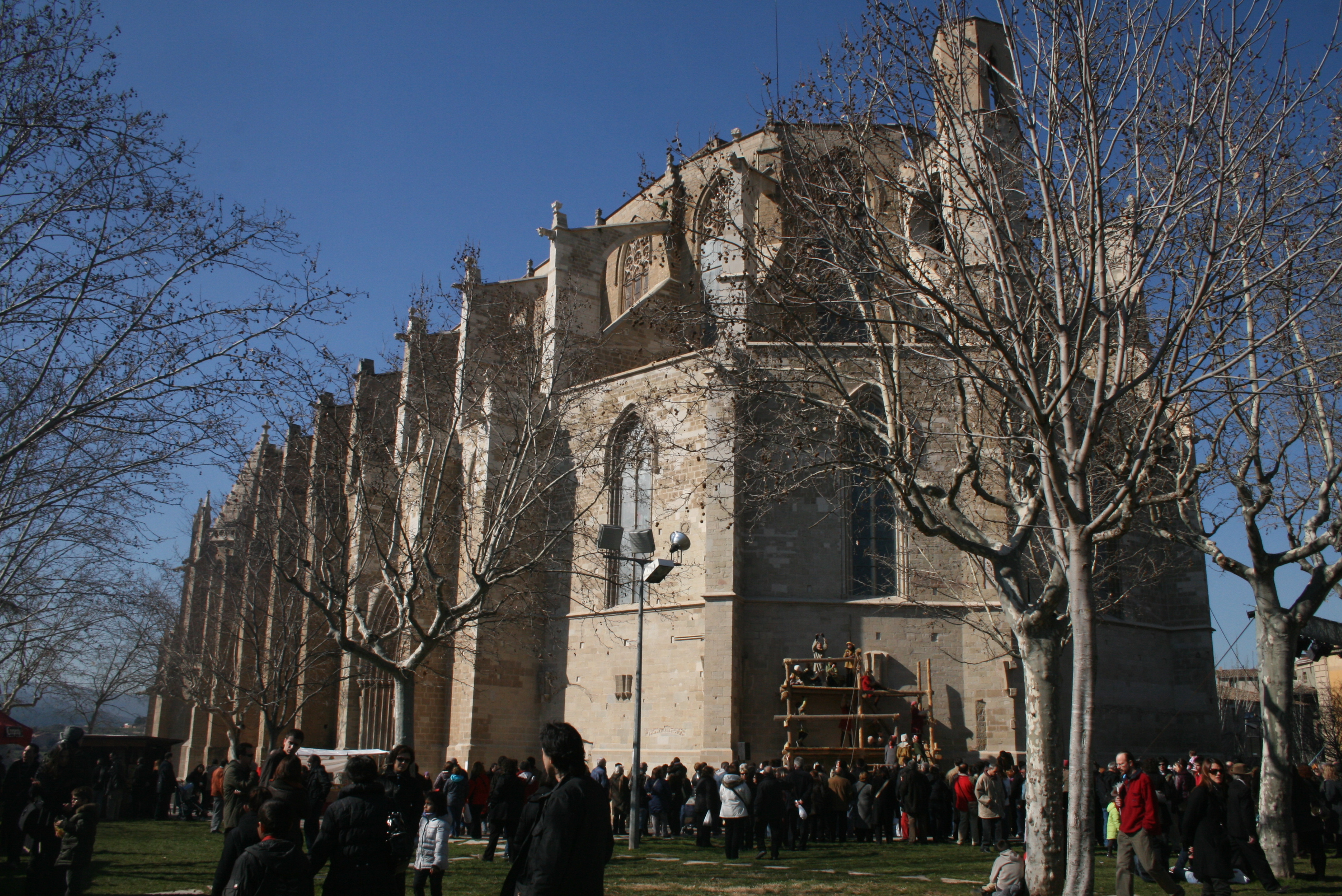
Absis i façana lateral
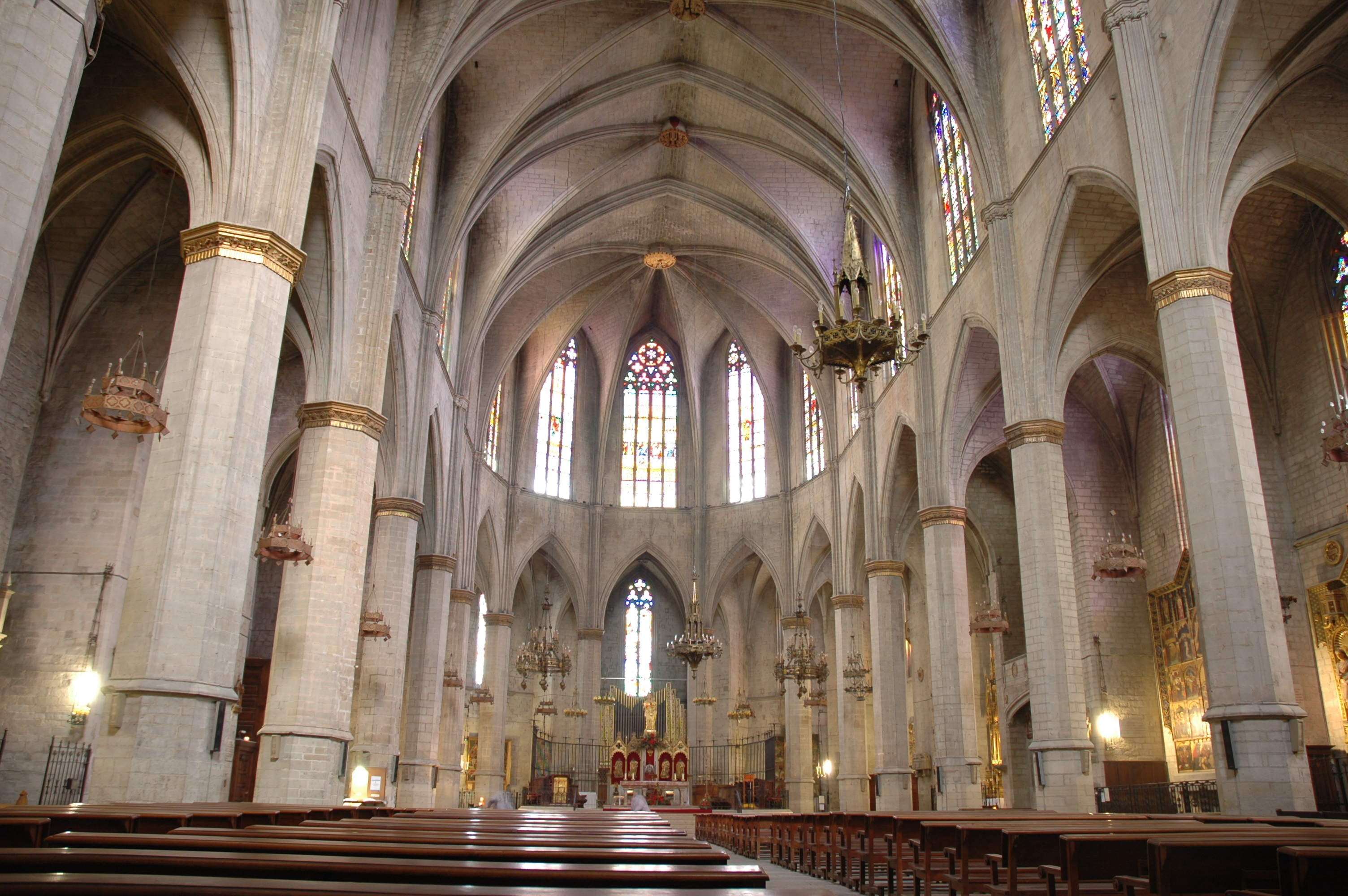
Nau i murs laterals interiors, amb les capelles

Catedral de Mallorca
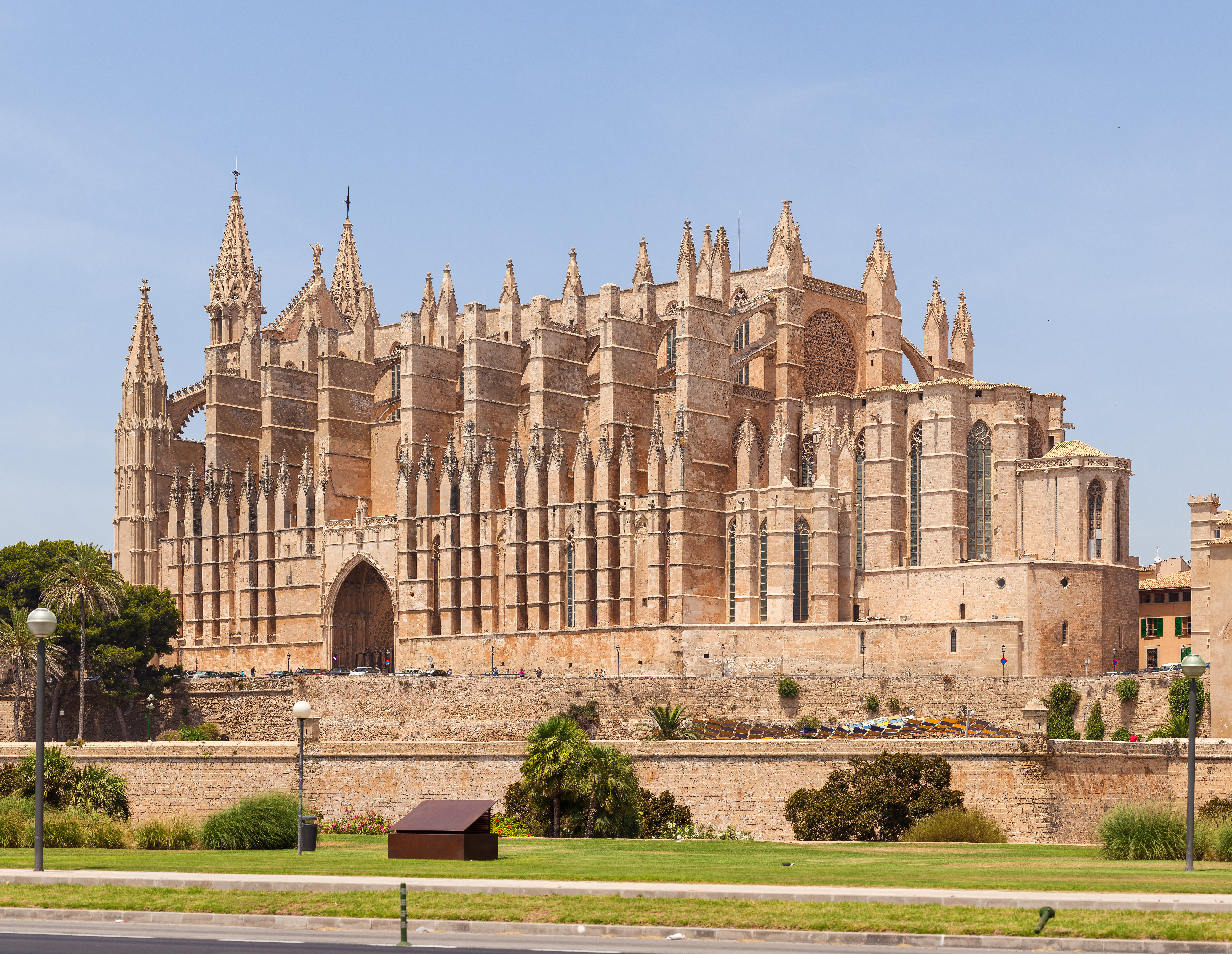
Façana lateral
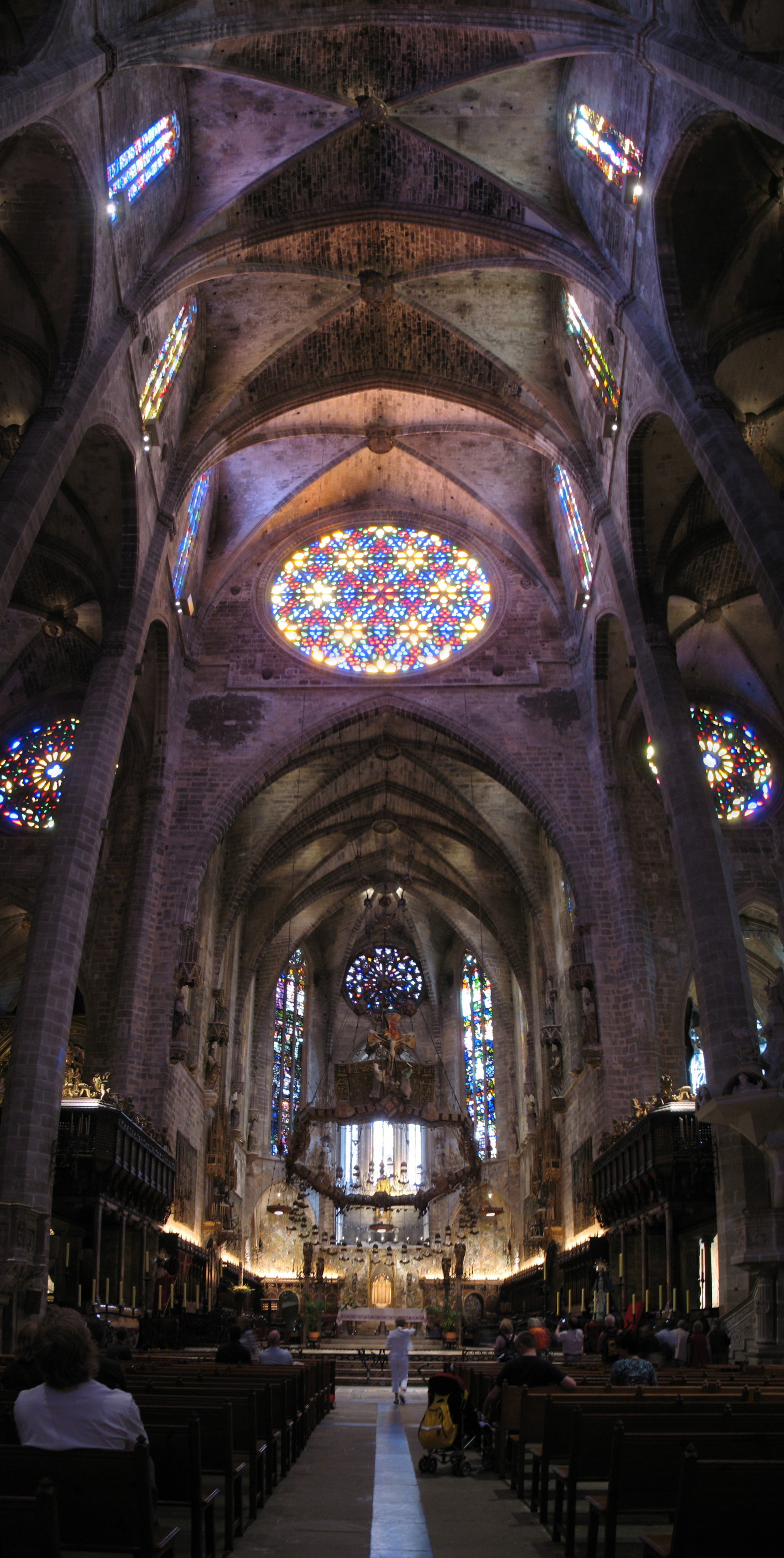
Interior
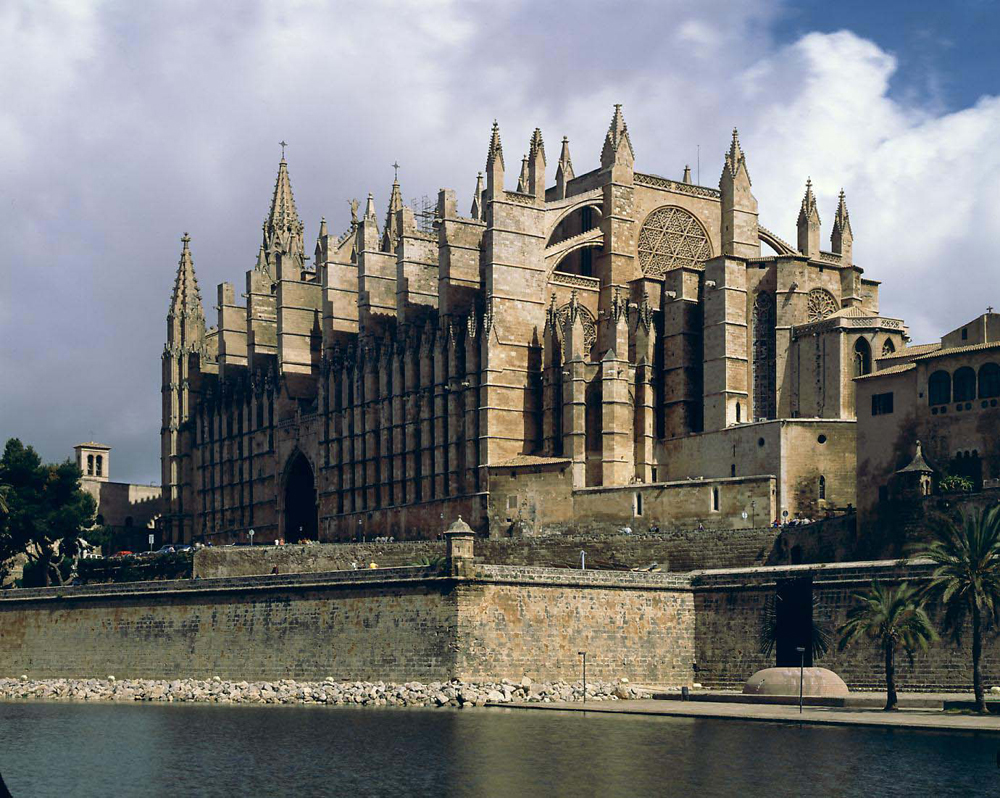
Absis i façana lateral
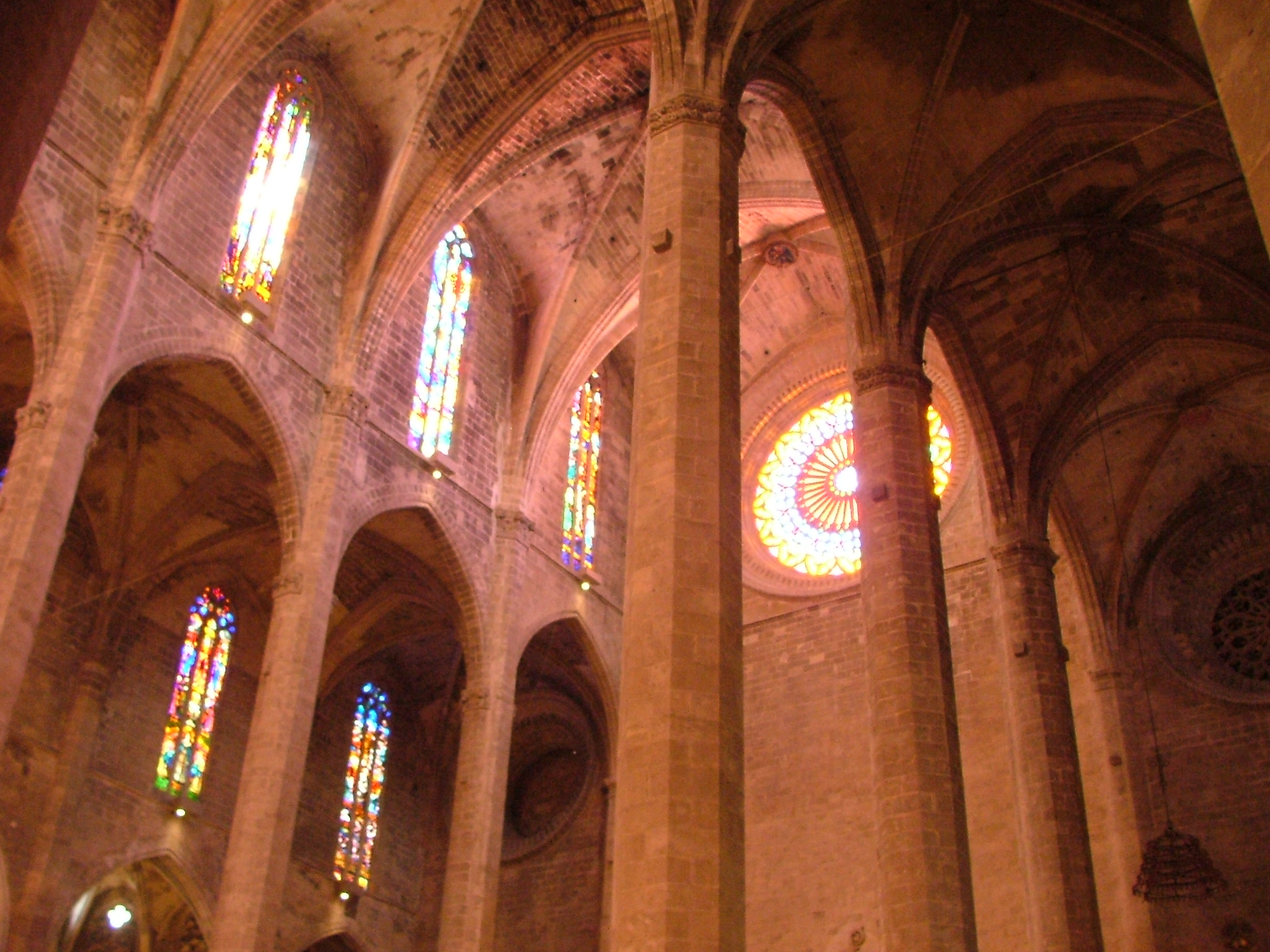
Nau i murs laterals interiors, amb les capelles